# 迈克尔·格林 (物理学家)
迈克尔·鲍里斯·格林（英語：Michael Boris Green，1946年5月22日—），英国物理学家，弦理论开创者之一，於1989年当选为英国皇家学会会士。2009年11月1日，格林接替史蒂芬·霍金担任卢卡斯教授。

## 教育背景
格林于1946年5月22日生于伦敦，中学毕业于伦敦威廉·艾利斯学校，在剑桥大学丘吉尔学院完成了高等教育。 在剑桥大学丘吉尔学院，格林于1967年获得理论物理一等荣誉文学士，于1970年获得基本粒子理论博士学位。

## 学术生涯
格林获得博士学位之后，依次在普林斯顿大学（1970年–1972年）、剑桥大学和牛津大学做博士后研究。1978年至1993年，格林在伦敦玛丽王后大学历任講師和教授。1993年7月，格林被剑桥大学遴选为约翰·汉弗莱·普卢默理论物理教授。2009年10月19日，他被确认为新的卢卡斯教授，并于11月1日就职，接替史蒂芬·霍金。

## 研究
格林与约翰·施瓦茨经过多年合作，他们共同发现了Ⅰ型弦理论中的反常相消现象， 后来被称为格林-施瓦茨機制，引发了第一次超弦革命。格林还研究了弦论中的狄利克雷边界条件，他的结果导致了D膜 和瞬子解的提出。

## 获奖与荣誉
格林已发表150余篇研究论文，获得过众多奖励和荣誉。1987年格林获得英国物理学会麦克斯韦奖章和奖金 ，2004年获得英国物理学会狄拉克奖 。1989年与约翰·施瓦茨一起获得国际理论物理中心颁发的狄拉克奖 。2002年二人共同获得美国物理学会颁发的丹尼·海涅曼數學物理獎 。
1989年格林当选为皇家学会会士。 他的皇家学会提名词为：
"他在量子场论尤其是超弦理论领域作出了杰出的贡献。格林早期主要研究S矩阵理论对偶性。他第一个证明了对偶模型的一个重要结果——波色子和费米子圈的主要的发散项相互抵消。他在相变理论领域也作出过突出贡献。但是他最具开创性的工作在超弦理论领域，主要与施瓦茨合作完成，完成了该理论的第一个协变形式。最重要的结果是在1984年和1985年取得的，证明了规范群SO (32)与E8xE8群超弦理论的反常相消和当规范群为SO (32)时无穷的消去。这些权威的论文带来了超弦理论的急剧的进展，现在已成为基础理论物理里最活跃最激动人心的领域之一。"
2013年，格林与施瓦茨“因其对量子引力和基本作用力的统一开创的新途径”共同获得了2014年基礎物理學突破獎